# アナクシメネス

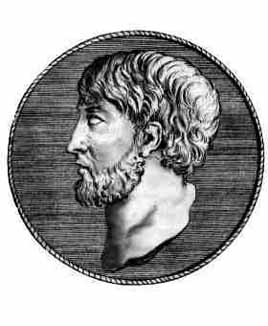
アナクシメネス

アナクシメネス（ミレトスのアナクシメネス、古代ギリシア語: Άναξιμένης、Anaximenes of Miletus、紀元前585年 - 紀元前525年）は、古代ギリシアの自然哲学者。アナクシマンドロスの弟子と言われ、アナクシマンドロスや、その師であるタレスとともにミレトス学派（イオニア学派）の1人。

## 学説
万物の根源（アルケー）は「無限なる空気」（アエール（ἀήρ, aēr））であるとした。
死人は呼吸をしないことから、息は生命そのものであると古代ギリシアでは考えられていた。そこでアナクシメネスは、ちょうど息が生命を作るように、空気が世界を作るものと考えた。
より具体的には、空気は薄くなるにつれて熱くなり、最も薄くなると火となる。逆に濃くなるにつれて冷たくなって水になり、更に濃くなると土や石になる、とした。また、大地は大きな石の円盤で、木の葉が風に舞うように空気に乗って安定しているものとし、太陽や月など宇宙のその他のものは、この大地円盤の土が希薄化することによって生じているものだ、とした。このように、空気は無限であり、かつ常に運動状態であると考えたことは、師のアナクシマンドロスとも共通する。

## 影響
基本的な物質というものが存在し、それが薄くなったり濃くなったりすることで、世界を構成するさまざまな成分に姿を変えると想像したことは、後の物理学の萌芽とも考えられる。